# AirPods Pro
AirPods Pro là tai nghe nhét tai Bluetooth được Apple thiết kế và lần đầu ra mắt vào ngày 30 tháng 10 năm 2019. Đây là dòng tai nghe nhét tai không dây cao cấp của Apple được bày bán cùng với AirPods cơ bản và AirPods Max (đây là tai nghe chụp tai).
Thế hệ đầu tiên của AirPods Pro sử dụng bộ xử lý H1 cùng với AirPods thế hệ thứ hai, nhưng có những tính năng mới gồm có chống ồn chủ động, chế độ xuyên âm, tự động điều chỉnh âm tần, kháng nước chuẩn IPX4, hộp sạc thiết kế mới hỗ trợ sạc không dây và có thể thay đổi kích thước đầu tai nghe.
Vào tháng 9 năm 2022, Apple cho ra mắt thế hệ thứ hai của AirPods Pro. Phiên bản mới chuyển sang sử dụng bộ xử lý H2, kết nối Bluetooth 5.3, âm thanh và các chức năng cũ được cải thiện, tăng thời lượng pin, bổ sung thêm cử chỉ tương tác điều chỉnh âm lượng, hỗ trợ tìm qua Find My, tương thích với bộ sạc của Apple Watch và thêm đầu tai nghe siêu nhỏ. Bản thay đổi vào năm 2023 bổ sung thêm kháng bụi IP54, hỗ trợ âm thanh lossless kết hợp với Apple Vision Pro và hộp sạc qua cổng USB-C.

## Dòng sản phẩm

### Thế hệ thứ nhất
Apple thông báo ra mắt AirPods Pro thế hệ thứ nhất, khi đó còn được gọi ngắn gọn hơn là AirPods Pro, vào ngày 28 tháng 10 năm 2019 và cho mở bán vào hai hôm sau. Dòng tai nghe này kế thừa những tính năng từ AirPods cơ bản chẳng hạn như: micro có lọc tiếng ồn, gia tốc kế và cảm biến quang học nhận diện lực ấn và người dùng đặt tai nghe vào tai của họ, và tự dừng nhạc khi người dùng lấy tai nghe ra khỏi tai. Điều khiển bằng cách chạm được thay thế bằng cách nhấn cảm biến lực trên thân tai nghe. Mẫu tai nghe mang khả năng chống nước chuẩn IPX4.
AirPods Pro sử dụng bộ xử lý H1 xuất hiện ở dòng AirPods cơ bản thế hệ thứ hai và thứ ba, có hỗ trợ lệnh "Hey Siri" không cần dùng tay. Mẫu tai nghe bổ sung hai chế độ mới. Chế độ thứ nhất là tính năng chống ồn chủ động nhờ vào micro nhận diện âm thanh bên ngoài và phần loa tạo ra khả năng "chống ồn" hoàn toàn ngược lại, với tốc độ điều chỉnh 200 lần trên một giây. Chế độ thứ hai là người sử dụng có thể chuyển sang chế độ "xuyên âm" để nghe rõ âm thanh xung quanh mình. Chế độ chống ồn có thể đổi luân phiên hoặc tắt đi trong phần Trung tâm điều khiển, trong phần cài đặt tai nghe của hệ điều hành iOS hoặc dùng lực ấn giữ lâu phần đuôi của AirPods Pro. Về mặt thiết kế, cặp tai nghe Apple dòng Pro có thiết kế mới hoàn toàn so với bản tiêu chuẩn AirPods thế hệ một và hai, ngắn hơn với phần đuôi được bẻ thành một góc thay vì thẳng vuông góc. Hộp sạc thì được đổi sang kiểu thiết kế thấp hơn và chiều cao và dài hơn về chiều dài.
Bộ xử lý H1 được nhúng trong mô đun SiP độc quyền kèm theo những thành phần khác, chẳng hạn như bộ xử lý âm thanh và gia tốc kế.
Thời lượng pin của AirPods nếu tắt đi chế độ khử ồn thì được đánh giá là ngang bằng với AirPods cơ bản thế hệ hai, rơi vào khoảng 5 tiếng đồng hồ. Tuy nhiên, khi sử dụng hai chế độ chống ồn chủ động hoặc xuyên âm thì thời lượng dùng liên tục bị giảm còn 4,5 tiếng do là phải xử lý thêm cả âm thanh ngoài môi trường. Apple công bố hộp sạc có thời lượng nghe là 24 tiếng tổng cộng, giống như dòng tiêu chuẩn. AirPods Pro còn tương thích với sạc không dây tiêu chuẩn Qi. Vào tháng 10 năm 2021, Apple cập nhật hộp sạc có hỗ trợ sạc chuẩn MagSafe. Giống AirPods dòng tiêu chuẩn trước kia, dòng Pro cũng bị chỉ trích vì có thời lượng pin kém.

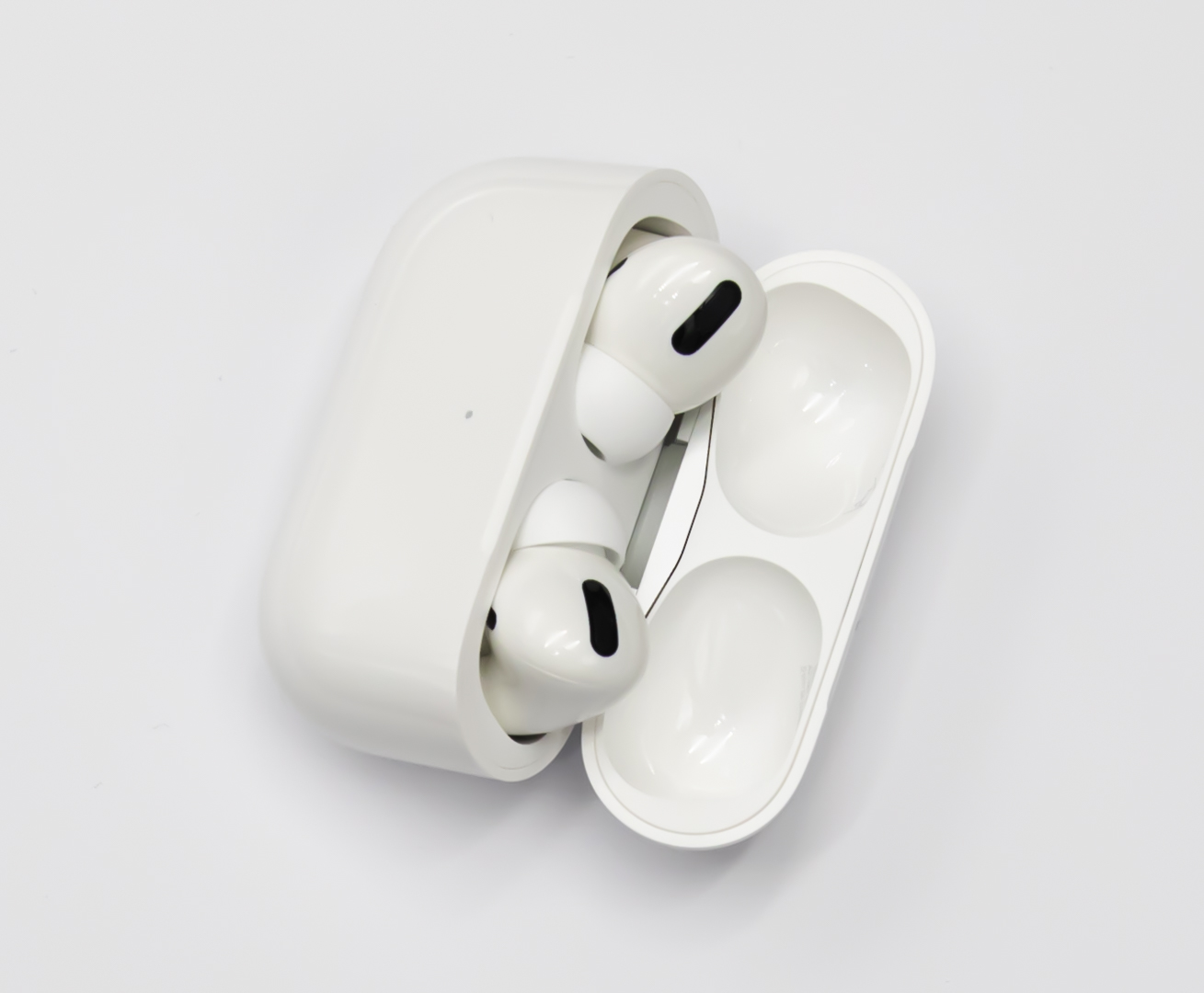
AirPods Pro được đặt trong hộp sạc

AirPods Pro đi kèm với ba kích thước đầu tai nghe silicon. Trong hệ điều hành iOS có mục cài đặt mang tên Kiểm tra độ vừa đầu tai nghe "để xác định kích cỡ nào mang lại độ kín và hiệu quả âm thanh tốt nhất", giúp cho người sử dụng chọn kích cỡ đầu tai nghe phù hợp. Đồng thời nó còn có tính năng được gọi là "EQ thích ứng" tự động điều chỉnh âm tần, giúp âm thanh trở nên phù hợp hơn với cấu trúc ống tai người nghe. Bắt đầu từ đầu năm 2020, Apple mở bán đầu tai nghe thay thế cho AirPods Pro trên trang bán hàng của mình.
Với iOS 14 và iPadOS 14, Apple bổ sung thêm chế độ Âm thanh không gian để giả lập âm thanh xung quanh chuẩn 5.1. Những ứng dụng được hỗ trợ lúc đầu gồm có ứng dụng Apple TV, Disney+, HBO Max và Netflix. Âm thanh không gian yêu cầu iPhone và iPad sử dụng vi xử lý Apple A10 hoặc mới hơn. Phiên bản tvOS 15 đem Âm thanh không gian đến cho Apple TV 4K.
iOS 14 cũng bổ sung thêm tính năng Thích ứng tai nghe cho Chế độ Xuyên âm, cho phép AirPods Pro được sử dụng giống như là một máy trợ thính. Vào tháng 10 năm 2021, chế độ Tăng cường hội thoại mới đã được thêm vào dưới dạng tùy chọn của chế độ Xuyên âm thông thường, giúp tăng cường giọng nói trên cả tiếng ồn xung quanh và nhạc nền.

### Thế hệ thứ hai
AirPods Pro (thế hệ thứ hai), hay còn gọi là AirPods Pro 2 hoặc AirPods Pro Gen 2 để phân biệt với thế hệ đầu tiên, được Apple giới thiệu tại sự kiện truyền thông vào ngày 7 tháng 9 năm 2022 và mở bán vào ngày 23 tháng 9 năm 2022. Mẫu tai nghe này sử dụng bộ xử lý được nâng cấp H2 cùng với khả năng kết nối Bluetooth 5.3, đồng thời còn được cải thiện chất âm, khả năng khử ồn (lên đến 48000 lần trên một giây) và cho thời lượng pin dài hơn. AirPods Pro thế hệ thứ hai bổ sung thêm đầu tai nghe cỡ siêu nhỏ và chức năng tương tác vuốt phần đuôi lên xuống để chỉnh âm lượng, không nhất thiết phải thao tác trên điện thoại nữa. Đầu tai nghe AirPods Pro thế hệ thứ hai về mặt vật lý vẫn tương thích với thế hệ đầu vì có đầu nối giống nhau, nhưng Apple có ghi chú là đầu tai nghe thế hệ hai sử dụng lưới ít dày hơn và khuyến nghị không nên trộn với thế hệ một, tức là không nên sử dụng đầu thế hệ một lên tai thế hệ hai, để có tính nhất quán về âm thanh.
Hộp sạc AirPods Pro thế hệ thứ hai tuy nhìn giống thế hệ thứ nhất về mặt kích thước, nhưng từ thế hệ này nó đã bổ sung thêm bộ xử lý Apple U1 hỗ trợ định vị qua Find My và một hệ thống loa để giúp định vị và cập nhật trạng thái tìm kiếm. Bên cạnh với việc tương thích với cổng sạc Lightning, sạc không dây chuẩn Qi và MagSafe, hộp sạc AirPods Pro thế hệ hai còn tương thích với cả cổng sạc của Apple Watch. Nhìn ở bên tay phải từ mặt có đèn LED báo hiệu tình trạng sạc, Apple có khoét bổ sung hỗ trợ dây đeo giúp "AirPods dễ tiếp cận hơn với người dùng và đỡ bị thất lạc".
Vào tháng 9 năm 2023, Apple cập nhật mẫu thế hệ hai bổ sung kháng bụi chuẩn IP54, bộ xử lý H2 tăng cường hỗ trợ tần số 5 GHz giúp thưởng thức âm thanh chuẩn Lossless cùng với kính thực tế ảo Apple Vision Pro và cả hộp sạc sử dụng cổng USB-C thay cho cổng Lightning. Ở phiên bản iOS 17 trở đi, Apple có cập nhật thêm vài chức năng mới mẫu thế hệ hai (cả hai loại cổng sạc): "Âm thanh thích ứng" linh động kết hợp Chế độ Xuyên âm với Chống ồn chủ động để điều chỉnh trải nghiệm kiểm soát tiếng ồn khi người dùng thay đổi môi trường và trong hoạt động giao tiếp suốt cả ngày; "Nhấn" để nhận/tắt tiếng/kết thúc cuộc gọi; "Âm lượng cá nhân hoá" sử dụng công nghệ máy học để tinh chỉnh trải nghiệm thưởng thức nội dung, trên cơ sở các lựa chọn của người dùng qua thời gian và môi trường xung quanh; "Nhận biết cuộc hội thoại" tự động giảm âm lượng của nội dung đang nghe, giảm tiếng ồn trong nền và cải thiện âm thanh giọng nói nếu người dùng bắt đầu nói chuyện với ai đó ở gần.

## Khả năng tương thích
Hỗ trợ cho AirPods Pro được thêm vào ở bản cập nhật iOS 13.2, watchOS 6.1, tvOS 13.2, và macOS Catalina 10.15.1. Ngoài ra, tai nghe này tương thích với bất cứ thiết bị nào miễn là có hỗ trợ Bluetooth, chẳng hạn như Windows và các thiết bị Android. Tuy nhiên, những chức năng nhất định như tự chuyển luân phiên giữa các thiết bị và nghe một AirPods duy nhất  chỉ có ở các thiết bị Apple sử dụng dịch vụ iCloud.